# Patentic
Patentic es una localidad del municipio de Larráinzar ubicado en la región de Los Altos del estado mexicano de Chiapas.

## Geografía
La localidad de Patentic se sitúa en las coordenadas geográficas 16°55′10″N 92°45′44″O / 16.919444, -92.762222, a una elevación de 1,849 metros sobre el nivel del mar.

## Demografía
Según el Censo de Población y Vivienda 2020, efectuado por el Instituto Nacional de Estadística y Geografía, la localidad de Patentic tiene 590 habitantes, de los cuales 266 son del sexo masculino y 324 del sexo femenino. Su tasa de fecundidad es de 2.71 hijos por mujer y tiene 123 viviendas particulares habitadas.
| Gráfica de evolución demográfica de Patentic entre 1921 y 2020 |
|                                                                |
| INEGI.                                                         |